# Ночной извозчик
«Ночной извозчик» — художественный драматический фильм режиссёра Георгия Тасина, снятый на Одесской кинофабрике ВУФКУ в 1928 году. Фильм продолжает реалистические традиции советского киноискусства. Заглавную роль исполнил Амвросий Бучма. Премьера фильма состоялась в Киеве 8 апреля 1929 года.

## Сюжет
Действие фильма происходит в Одессе в конце гражданской войны. Ночной извозчик, пятидесятилетний Гордей Ярощук, живёт со своей дочерью Катей в небольшом доме на окраине города. Катя, до недавнего времени работавшая в типографии, прячет в сарае своего рабочего товарища, подпольщика Бориса.
Узнавший об этом отец, из стремления оградить дочь от опасности быть пойманной, рассказывает о тайнике офицеру белогвардейской контрразведки. Во время обыска в доме извозчика, вместо ушедшего в эту ночь Бориса, за набором листовок была застигнута Катя. Её арестовали и на глазах обезумевшего отца, без суда расстреляли во дворе городского морга.
Спустя сутки, бесцельно бродящий по городу Ярощук, стал свидетелем ареста Бориса военным патрулём. Арестованного под охраной посадили в пролётку, наказав извозчику доставить всех в контрразведку. На подъезде к Приморской лестнице, Гордей приказал Борису спрыгнуть и направил свой экипаж с растерявшимся офицером по крутому спуску, не оставляя шанса остаться в живых.

## В ролях
- Амвросий Бучма — Гордей Ярощук, ночной извозчик
- Мария Дюсиметьер — Катя, его дочь
- Карл Томский — Борис
- Юрий Шумский — офицер контрразведки
- Николай Надемский — казак